# Chuta Kimura
Chuta Kimura (Takamatsu, 25 de febrero de 1914 - París, 3 de julio de 1987) fue un pintor japonés.

## Biografía
Chuta Kimura nació en una familia acomodada, su padre era un promotor inmobiliario, descendiente de famosos samuráis del siglo XVIII. Se crio en Takamatsu, en la isla de Shikoku, en el sur de Japón. A la edad de 13 años, en 1927, estudió dibujo en la Escuela de Artes Decorativas de Takamatsu, donde descubrió la obra de Picasso y los fauvistas. En 1936, probó suerte en la Escuela de Bellas Artes de Tokio, pero prefirió volver a su isla natal.
En 1937 expuso por primera vez, pero fue movilizado a China, en el ejército japonés en Cantón. A pesar de la guerra y las dificultades, la experiencia de China fue para él fundamental. Desmovilizado en 1940 regresó a Japón, pero al carecer de recursos financieros suficientes no podía trabajar. En 1941, Kimura descubrió en el museo de Kurashiki una pintura de Pierre Bonnard, representando una escena de balcón. Siempre con dificultades económicas, se reunió con su hermano en Kiushu. Fue de nuevo movilizado en 1945 y enviado al norte de China. Finalizada la guerra, en 1946 comienza a exponer de nuevo, en Tokio. También descubrió nuevas pinturas de Bonnard. Se casó el mismo año con Sachiko Yunoki y trabajó en un estudio que su padre le construyó. La pareja decidió irse a vivir a Francia, y en marzo de 1953, tras dos meses de viaje por barco, Kimura y su esposa llegaron finalmente a París, donde en 1954 conoció a Jacques Zeitoun, director de la galería "Art Vivant" y a los pintores Cottavos, Fusaro, Bolin, Garbelle, Marfaing y Poliakoff, la directora de la galería Madame Oberlin, que le ofreció un contrato mensual, impresionada por su fuerza y convicción.
Desde esa fecha, se suceden ininterrumpidamente exposiciones individuales en Lyon, París y Nueva York desde 1958. En 1957 expuso en la Bienal de París, que tenía lugar en el Louvre. En 1962 dejó el Hotel Montparnasse, que ocupaba desde 1953 para vivir en Châtenay-Malabry. Allí vuelve a encontrarse con Jean Grenier, profesor de estética de La Sorbona, quien escribió varios prefacios de sus catálogos.
En 1963 el estado francés compró su pintura Jardín de Chatenay. En 1965 fue contratado por la Galerie Kriegel. Viajó por el Mediterráneo, Venecia y España. En 1966 hace su primera exposición en Japón y se trasladó a Cannes, «Au Clos St-Pierre», profundamente perturbado por la luz de la Provenza, donde trabajó de manera constante hasta su muerte. En 1974 celebró una exposición individual en la Galerie de France. Trabajó con la galería Yomiuri France en París a partir de la década de 1980, y se publicaron diversas monografías con prólogos de Jean-Dominique Rey. En 1985 se celebró una exposición retrospectiva en el museo de la Colección Phillips, en Washington D. C. (Estados Unidos). Kimura murió en París en 1987.

## Obra
Compuesta principalmente de paisajes pintados al óleo sobre lienzo o pastel sobre papel, el trabajo de Kimura presenta una figuración alusiva, donde se reconocen elementos como un árbol, una bicicleta, un monte de árboles, como vistos a través de una ventana. Los elementos son poco identificables, algunos recubiertos de un color, a menudo verde, amarillo, naranja o blanco, aplastado con un cuchillo con la energía de un latido. Sus líneas de dibujo, azul oscuro o negro, circulan como una especie de grafitis por encima o dentro, formando alusiones. El conjunto produce la sensación de extender la pintura de Bonnard, como una forma impresionista pero al tiempo con una especie de amnesia, como si el tema hubiera sido olvidado, o con una desnudez extrema, donde todo lo que era inútil o demasiado complejo hubiera sido sacrificado para mostrar la emoción del pintor hasta el restablecimiento de una especie de anamnesis.

## Colecciones públicas
- Fondo nacional de arte contemporáneo, París, Francia.
- Museo de Arte Moderno, París, France.
- Museo Nacional de Arte Moderno, Tokio, Japón.
- Colección Phillips, Washington D. C., USA